# Anthony Oettinger
Anthony Gervin Oettinger (né le 29 mars 1929 à Nuremberg en Allemagne et mort le 26 juillet 2022 à Newton au Massachusetts) est un linguiste et un scientifique de l'informatique connu pour son travail sur la politique des ressources d'information. Oettinger invente le terme anglais « compunications » à la fin des années 1970 pour décrire la combinaison des technologies de l'informatique et des télécommunications, qui  prendront place en tant que technologies numériques, à la place de celles analogiques. En 1973, il a co-fondé, avec John LeGates, le Program on Information Resources Policy à l'Université Harvard. Il a servi en tant que consultant du Président du Foreign Intelligence Advisory Board et du National Security Council et du programme d'alunissage Apollo de la NASA. De 1966 à 1968, il était président de l'Association for Computing Machinery (ACM). Il a été reconnu pour son travail dans la communauté du renseignement quand son nom est donné au Anthony G. Oettinger School of Science and Technology Intelligence of the National Intelligence University.